# UEFA Champions League 2022–23
UEFA Champions League 2022–23 là mùa giải thứ 68 của giải đấu bóng đá cấp câu lạc bộ hàng đầu châu Âu do UEFA tổ chức và là mùa giải thứ 31 kể từ khi giải được đổi tên từ Cúp C1 châu Âu thành UEFA Champions League.
Trận chung kết được diễn ra tại Sân vận động Olympic Atatürk ở Istanbul, Thổ Nhĩ Kỳ. Sân vận động này ban đầu được chỉ định để tổ chức trận chung kết UEFA Champions League 2020, nhưng trận chung kết đó cũng như trận chung kết năm 2021 dù đã được chuyển đến sân Atatürk, đã phải dời sang địa điểm khác do đại dịch COVID-19. Đội vô địch của UEFA Champions League 2022–23 tự động lọt vào vòng bảng UEFA Champions League 2023-24 và cũng giành quyền thi đấu với đội vô địch của UEFA Europa League 2022–23 trong trận Siêu cúp châu Âu 2023.
Real Madrid là đương kim vô địch sau khi giành kỷ lục 14 danh hiệu ở mùa giải trước, nhưng đã bị Manchester City loại ở bán kết.
Manchester City đánh bại Inter Milan với ti số 1-0, để lần đầu lên ngôi vô địch.

## Phân bố đội của hiệp hội
Tổng cộng có 78 đội từ 53 trong số 55 hiệp hội thành viên UEFA tham dự UEFA Champions League 2022–23 (ngoại lệ thuộc về Liechtenstein,[Note LIE] do không tổ chức giải vô địch quốc gia và Nga,[Note RUS] quốc gia bị cấm tham dự do cuộc tấn công của Nga vào Ukraina 2022). Thứ hạng hiệp hội dựa trên hệ số hiệp hội UEFA được sử dụng để xác định số đội tham dự cho mỗi hiệp hội:
- Các hiệp hội 1–4 có 4 đội lọt vào.
- Các hiệp hội 5–6 có 3 đội lọt vào.
- Các hiệp hội 7–15 (trừ Nga)[Note RUS] có 2 đội lọt vào.
- Các hiệp hội 16–55 (trừ Liechtenstein)[Note LIE] có 1 đội lọt vào.
- Đội vô địch của UEFA Champions League 2021-22 và UEFA Europa League 2021-22 đều được nhận một suất tham dự bổ sung nếu họ không lọt vào UEFA Champions League 2022–23 thông qua giải vô địch quốc gia.

### Thứ hạng hiệp hội
Đối với UEFA Champions League 2022–23, các hiệp hội được phân bố vị trí dựa theo hệ số hiệp hội UEFA năm 2021, tính đến thành tích của họ ở các giải đấu châu Âu từ mùa giải 2016-17 đến 2020-21.
Ngoài việc phân bố dựa trên hệ số hiệp hội, các hiệp hội có thể có thêm đội tham dự Champions League, như được ghi chú dưới đây:
- (UEL) – Suất bổ sung cho đội đương kim vô địch UEFA Europa League

| Hạng | Hiệp hội     | Hệ số   | Số đội | Ghi chú    |
| ---- | ------------ | ------- | ------ | ---------- |
| 1    | Anh          | 100.569 | 4      |            |
| 2    | Tây Ban Nha  | 97.855  | 4      |            |
| 3    | Ý            | 75.438  | 4      |            |
| 4    | Đức          | 73.570  | 4      | +1 (UEL)   |
| 5    | Pháp         | 56.081  | 3      |            |
| 6    | Bồ Đào Nha   | 48.549  | 3      |            |
| 7    | Hà Lan       | 39.200  | 2      |            |
| 8    | Nga          | 38.382  | 0      | [Note RUS] |
| 9    | Bỉ           | 36.500  | 2      |            |
| 10   | Áo           | 35.825  | 2      |            |
| 11   | Scotland     | 33.375  | 2      |            |
| 12   | Ukraina      | 33.100  | 2      |            |
| 13   | Thổ Nhĩ Kỳ   | 30.100  | 2      |            |
| 14   | Đan Mạch     | 27.875  | 2      |            |
| 15   | Síp          | 27.750  | 2      |            |
| 16   | Serbia       | 26.750  | 1      |            |
| 17   | Cộng hòa Séc | 26.600  | 1      |            |
| 18   | Croatia      | 26.275  | 1      |            |
| 19   | Thụy Sĩ      | 26.225  | 1      |            |

| Hạng | Hiệp hội              | Hệ số  | Số đội | Ghi chú    |
| ---- | --------------------- | ------ | ------ | ---------- |
| 20   | Hy Lạp                | 26.000 | 1      |            |
| 21   | Israel                | 24.375 | 1      |            |
| 22   | Na Uy                 | 21.000 | 1      |            |
| 23   | Thụy Điển             | 20.500 | 1      |            |
| 24   | Bulgaria              | 20.375 | 1      |            |
| 25   | Romania               | 18.200 | 1      |            |
| 26   | Azerbaijan            | 16.875 | 1      |            |
| 27   | Kazakhstan            | 15.625 | 1      |            |
| 28   | Hungary               | 15.500 | 1      |            |
| 29   | Belarus               | 15.250 | 1      |            |
| 30   | Ba Lan                | 15.125 | 1      |            |
| 31   | Slovenia              | 14.250 | 1      |            |
| 32   | Slovakia              | 13.625 | 1      |            |
| 33   | Liechtenstein         | 9.000  | 0      | [Note LIE] |
| 34   | Litva                 | 8.750  | 1      |            |
| 35   | Luxembourg            | 8.250  | 1      |            |
| 36   | Bosnia và Herzegovina | 8.000  | 1      |            |
| 37   | Cộng hòa Ireland      | 7.875  | 1      |            |

| Hạng | Hiệp hội       | Hệ số | Số đội | Ghi chú |
| ---- | -------------- | ----- | ------ | ------- |
| 38   | Bắc Macedonia  | 7.625 | 1      |         |
| 39   | Armenia        | 7.375 | 1      |         |
| 40   | Latvia         | 7.375 | 1      |         |
| 41   | Albania        | 7.250 | 1      |         |
| 42   | Bắc Ireland    | 6.958 | 1      |         |
| 43   | Gruzia         | 6.875 | 1      |         |
| 44   | Phần Lan       | 6.875 | 1      |         |
| 45   | Moldova        | 6.875 | 1      |         |
| 46   | Malta          | 6.375 | 1      |         |
| 47   | Quần đảo Faroe | 6.125 | 1      |         |
| 48   | Kosovo         | 5.833 | 1      |         |
| 49   | Gibraltar      | 5.666 | 1      |         |
| 50   | Montenegro     | 5.000 | 1      |         |
| 51   | Wales          | 5.000 | 1      |         |
| 52   | Iceland        | 4.875 | 1      |         |
| 53   | Estonia        | 4.750 | 1      |         |
| 54   | Andorra        | 3.331 | 1      |         |
| 55   | San Marino     | 1.166 | 1      |         |

### Phân phối
Sau đây là danh sách tham dự cho mùa giải này.
|                                  |                                    | Các đội tham dự vào vòng đấu này | Các đội đi tiếp từ vòng đấu trước                                                                                 |
| -------------------------------- | ---------------------------------- | --- | --- |
| Vòng sơ loại (4 đội)             | Vòng sơ loại (4 đội)               | - 4 đội vô địch từ các hiệp hội 52–55 | |
| Vòng loại thứ nhất (30 đội)      | Vòng loại thứ nhất (30 đội)        | - 29 đội vô địch từ các hiệp hội 22–51 (trừ Liechtenstein)[Note LIE] | - 1 đội thắng từ vòng sơ loại                                                                                     |
| Vòng loại thứ hai (24 đội)       | Nhóm các đội vô địch (20 đội)      | - 5 đội vô địch từ các hiệp hội 17–21 | - 15 đội thắng từ vòng loại thứ nhất                                                                              |
| Vòng loại thứ hai (24 đội)       | Nhóm các đội không vô địch (4 đội) | - 4 đội á quân từ các hiệp hội 12–15 | |
| Vòng loại thứ ba (20 đội)        | Nhóm các đội vô địch (12 đội)      | - 2 đội vô địch từ các hiệp hội 15–16 | - 10 đội thắng từ vòng loại thứ hai (Nhóm các đội vô địch)                                                        |
| Vòng loại thứ ba (20 đội)        | Nhóm các đội không vô địch (8 đội) | - 4 đội á quân từ các hiệp hội 7–11 (trừ Nga)[Note RUS] - 2 đội đứng thứ ba từ các hiệp hội 5–6 | - 2 đội thắng từ vòng loại thứ hai (Nhóm các đội không vô địch)                                                   |
| Vòng play-off (12 đội)           | Nhóm các đội vô địch (8 đội)       | - 2 đội vô địch từ các hiệp hội 13–14 | - 6 đội thắng từ vòng loại thứ ba (Nhóm các đội vô địch)                                                          |
| Vòng play-off (12 đội)           | Nhóm các đội không vô địch (4 đội) | | - 4 đội thắng từ vòng loại thứ ba (Nhóm các đội không vô địch)                                                    |
| Vòng bảng (32 đội)               | Vòng bảng (32 đội)                 | - Đương kim vô địch Europa League - 11 đội vô địch từ các hiệp hội 1–12 (trừ Nga)[Note RUS] - 6 đội á quân từ các hiệp hội 1–6 - 4 đội đứng thứ ba từ các hiệp hội 1–4 - 4 đội đứng thứ tư từ các hiệp hội 1–4 | - 4 đội thắng từ vòng play-off (Nhóm các đội vô địch) - 2 đội thắng từ vòng play-off (Nhóm các đội không vô địch) |
| Vòng đấu loại trực tiếp (16 đội) | Vòng đấu loại trực tiếp (16 đội)   | | - 8 đội nhất bảng từ vòng bảng - 8 đội nhì bảng từ vòng bảng                                                      |

Do việc đình chỉ Nga thi đấu mùa giải châu Âu 2022–23 và vì đương kim vô địch Champions League (Real Madrid) đã giành quyền tham dự thông qua giải vô địch quốc gia, những thay đổi sau đây đối với danh sách tham dự đã được thực hiện:
- Các đội vô địch của hiệp hội 11 (Scotland) và 12 (Ukraina) vào vòng bảng thay vì vòng play-off (Nhóm các đội vô địch).
- Các đội vô địch của hiệp hội 13 (Thổ Nhĩ Kỳ) và 14 (Đan Mạch) vào vòng play-off thay vì vòng loại thứ ba (Nhóm các đội vô địch).
- Các đội vô địch của hiệp hội 15 (Síp) và 16 (Serbia) vào vòng loại thứ ba thay vì vòng loại thứ hai (Nhóm các đội vô địch).
- Các đội vô địch của các hiệp hội 18 (Croatia), 19 (Thụy Sĩ), 20 (Hy Lạp) và 21 (Israel) vào vòng loại thứ hai thay vì vòng loại thứ nhất (Nhóm các đội vô địch).
- Các đội á quân của các hiệp hội 10 (Áo) và 11 (Scotland) vào vòng loại thứ ba thay vì vòng loại thứ hai (Nhóm các đội không vô địch).

### Các đội bóng
Các ký tự trong ngoặc thể hiện cách mỗi đội lọt vào vị trí của vòng đấu bắt đầu:
- TH: Đương kim vô địch Champions League
- EL: Đương kim vô địch Europa League
- 1st, 2nd, 3rd, 4th, v.v.: Vị trí giải vô địch quốc gia của mùa giải trước
- Abd-: Vị trí giải vô địch quốc gia của mùa giải bị hủy bỏ do hiệp hội quốc gia quyết định; tất cả các đội phải được UEFA chấp thuận

Vòng loại thứ hai, vòng loại thứ ba và vòng play-off được chia làm Nhóm các đội vô địch (CH) và Nhóm các đội không vô địch (LP).
CC: Hệ số câu lạc bộ UEFA 2022.
| Vòng đấu tham dự   | Vòng đấu tham dự   | Đội                             | Đội                                  | Đội                         | Đội                        |
| ------------------ | ------------------ | ------------------------------- | ------------------------------------ | --------------------------- | -------------------------- |
| Vòng bảng          | Vòng bảng          | Real Madrid (1st)TH             | Eintracht Frankfurt (EL)             | Manchester City (1st)       | Liverpool (2nd)            |
| Vòng bảng          | Vòng bảng          | Chelsea (3rd)                   | Tottenham Hotspur (4th)              | Barcelona (2nd)             | Atlético Madrid (3rd)      |
| Vòng bảng          | Vòng bảng          | Sevilla (4th)                   | Milan (1st)                          | Inter Milan (2nd)           | Napoli (3rd)               |
| Vòng bảng          | Vòng bảng          | Juventus (4th)                  | Bayern Munich (1st)                  | Borussia Dortmund (2nd)     | Bayer Leverkusen (3rd)     |
| Vòng bảng          | Vòng bảng          | RB Leipzig (4th)                | Paris Saint-Germain (1st)            | Marseille (2nd)             | Porto (1st)                |
| Vòng bảng          | Vòng bảng          | Sporting CP (2nd)               | Ajax (1st)                           | Club Brugge (1st)           | Red Bull Salzburg (1st)    |
| Vòng bảng          | Vòng bảng          | Celtic (1st)                    | Shakhtar Donetsk (Abd-1st)[Note UKR] |                             |                            |
|                    |                    |                                 |                                      |                             |                            |
| Vòng play-off      | CH                 | Trabzonspor (1st)               | Copenhagen (1st)                     |                             |                            |
|                    |                    |                                 |                                      |                             |                            |
| Vòng loại thứ ba   | CH                 | Apollon Limassol (1st)          | Red Star Belgrade (1st)              |                             |                            |
| Vòng loại thứ ba   | LP                 | Monaco (3rd)                    | Benfica (3rd)                        | PSV Eindhoven (2nd)         | Union Saint-Gilloise (2nd) |
| Vòng loại thứ ba   | LP                 | Sturm Graz (2nd)                | Rangers (2nd)                        |                             |                            |
|                    |                    |                                 |                                      |                             |                            |
| Vòng loại thứ hai  | CH                 | Viktoria Plzeň (1st)            | Dinamo Zagreb (1st)                  | Zürich (1st)                | Olympiacos (1st)           |
| Vòng loại thứ hai  | CH                 | Maccabi Haifa (1st)             |                                      |                             |                            |
| Vòng loại thứ hai  | LP                 | Dynamo Kyiv (Abd-2nd)[Note UKR] | Fenerbahçe (2nd)                     | Midtjylland (2nd)           | AEK Larnaca (2nd)          |
|                    |                    |                                 |                                      |                             |                            |
| Vòng loại thứ nhất | Vòng loại thứ nhất | Bodø/Glimt (1st)                | Malmö FF (1st)                       | Ludogorets Razgrad (1st)    | CFR Cluj (1st)             |
| Vòng loại thứ nhất | Vòng loại thứ nhất | Qarabağ (1st)                   | Tobol (1st)                          | Ferencváros (1st)           | Shakhtyor Soligorsk (1st)  |
| Vòng loại thứ nhất | Vòng loại thứ nhất | Lech Poznań (1st)               | Maribor (1st)                        | Slovan Bratislava (1st)     | Žalgiris (1st)             |
| Vòng loại thứ nhất | Vòng loại thứ nhất | F91 Dudelange (1st)             | Zrinjski (1st)                       | Shamrock Rovers (1st)       | Shkupi (1st)               |
| Vòng loại thứ nhất | Vòng loại thứ nhất | Pyunik (1st)                    | RFS (1st)                            | Tirana (1st)                | Linfield (1st)             |
| Vòng loại thứ nhất | Vòng loại thứ nhất | Dinamo Batumi (1st)             | HJK (1st)                            | Sheriff Tiraspol (1st)      | Hibernians (1st)           |
| Vòng loại thứ nhất | Vòng loại thứ nhất | KÍ (1st)                        | Ballkani (1st)                       | Lincoln Red Imps (1st)      | Sutjeska Nikšić (1st)      |
| Vòng loại thứ nhất | Vòng loại thứ nhất | The New Saints (1st)            |                                      |                             |                            |
|                    |                    |                                 |                                      |                             |                            |
| Vòng sơ loại       | Vòng sơ loại       | Víkingur Reykjavík (1st)        | FCI Levadia (1st)                    | Inter Club d'Escaldes (1st) | La Fiorita (1st)           |

Ghi chú
1. ^ Liechtenstein (LIE): Tất cả bảy đội bóng thuộc Hiệp hội bóng đá Liechtenstein (LFV) đều thi đấu ở hệ thống giải đấu bóng đá Thụy Sĩ. Giải đấu duy nhất do LFV tổ chức là Cúp bóng đá Liechtenstein – giải mà đội vô địch lọt vào UEFA Europa Conference League.
2. ^ Nga (RUS): Vào ngày 28 tháng 2 năm 2022, các câu lạc bộ bóng đá và đội tuyển quốc gia Nga đã bị FIFA và UEFA đình chỉ thi đấu do cuộc tấn công của Nga vào Ukraina 2022.[8] Vào ngày 2 tháng 5 năm 2022, UEFA xác nhận rằng các câu lạc bộ Nga bị loại khỏi các giải đấu UEFA 2022–23.[6]
3. ^ Ukraina (UKR): Giải bóng đá Ngoại hạng Ukraina 2021–22 bị hủy bỏ do cuộc tấn công của Nga vào Ukraina 2022. Hai đội đứng đầu của giải đấu tại thời điểm hủy bỏ (Shakhtar Donetsk và Dynamo Kyiv) được lựa chọn để thi đấu ở UEFA Champions League 2022–23 bởi Hiệp hội bóng đá Ukraina.

## Lịch thi đấu
Lịch thi đấu của giải đấu như sau. Tất cả các trận đấu diễn ra vào Thứ Ba và Thứ Tư ngoại trừ trận chung kết vòng sơ loại. Thời gian diễn ra trận đấu bắt đầu từ vòng play-off là 18:45 và 21:00 CEST/CET.
Vì FIFA World Cup 2022 diễn ra ở Qatar từ ngày 20 tháng 11 đến ngày 18 tháng 12 năm 2022, nên vòng bảng bắt đầu vào tuần đầu tiên của tháng 9 năm 2022 và kết thúc vào tuần đầu tiên của tháng 11 năm 2022 để nhường chỗ cho World Cup.
Lễ bốc thăm cho vòng loại bắt đầu lúc 12:00 CEST/CET và được tổ chức tại trụ sở UEFA ở Nyon, Thụy Sĩ. Lễ bốc thăm vòng bảng diễn ra ở  Istanbul, Thổ Nhĩ Kỳ.
| Giai đoạn               | Vòng               | Ngày bốc thăm       | Lượt đi                                                        | Lượt về                                                        |
| ----------------------- | ------------------ | ------------------- | -------------------------------------------------------------- | -------------------------------------------------------------- |
| Vòng loại               | Vòng sơ loại       | 7 tháng 6 năm 2022  | 21 tháng 6 năm 2022 (bán kết)                                  | 24 tháng 6 năm 2022 (chung kết)                                |
| Vòng loại               | Vòng loại thứ nhất | 14 tháng 6 năm 2022 | 5–6 tháng 7 năm 2022                                           | 12–13 tháng 7 năm 2022                                         |
| Vòng loại               | Vòng loại thứ hai  | 15 tháng 6 năm 2022 | 19–20 tháng 7 năm 2022                                         | 26–27 tháng 7 năm 2022                                         |
| Vòng loại               | Vòng loại thứ ba   | 18 tháng 7 năm 2022 | 2–3 tháng 8 năm 2022                                           | 9 tháng 8 năm 2022                                             |
| Play-off                | Vòng play-off      | 1 tháng 8 năm 2022  | 16–17 tháng 8 năm 2022                                         | 23–24 tháng 8 năm 2022                                         |
| Vòng bảng               | Lượt trận 1        | 25 tháng 8 năm 2022 | 6–7 tháng 9 năm 2022                                           | 6–7 tháng 9 năm 2022                                           |
| Vòng bảng               | Lượt trận 2        | 25 tháng 8 năm 2022 | 13–14 tháng 9 năm 2022                                         | 13–14 tháng 9 năm 2022                                         |
| Vòng bảng               | Lượt trận 3        | 25 tháng 8 năm 2022 | 4–5 tháng 10 năm 2022                                          | 4–5 tháng 10 năm 2022                                          |
| Vòng bảng               | Lượt trận 4        | 25 tháng 8 năm 2022 | 11–12 tháng 10 năm 2022                                        | 11–12 tháng 10 năm 2022                                        |
| Vòng bảng               | Lượt trận 5        | 25 tháng 8 năm 2022 | 25–26 tháng 10 năm 2022                                        | 25–26 tháng 10 năm 2022                                        |
| Vòng bảng               | Lượt trận 6        | 25 tháng 8 năm 2022 | 1–2 tháng 11 năm 2022                                          | 1–2 tháng 11 năm 2022                                          |
| Vòng đấu loại trực tiếp | Vòng 16 đội        | 7 tháng 11 năm 2022 | 14–15 & 21–22 tháng 2 năm 2023                                 | 7–8 & 14–15 tháng 3 năm 2023                                   |
| Vòng đấu loại trực tiếp | Tứ kết             | 17 tháng 3 năm 2023 | 11–12 tháng 4 năm 2023                                         | 18–19 tháng 4 năm 2023                                         |
| Vòng đấu loại trực tiếp | Bán kết            | 17 tháng 3 năm 2023 | 9–10 tháng 5 năm 2023                                          | 16–17 tháng 5 năm 2023                                         |
| Vòng đấu loại trực tiếp | Chung kết          | 17 tháng 3 năm 2023 | 10 tháng 6 năm 2023 tại Sân vận động Olympic Atatürk, Istanbul | 10 tháng 6 năm 2023 tại Sân vận động Olympic Atatürk, Istanbul |

## Vòng loại

### Vòng sơ loại
Tổng cộng có bốn đội thi đấu ở vòng sơ loại. Việc xếp hạt giống của các đội được dựa trên hệ số câu lạc bộ UEFA năm 2022, với hai đội hạt giống và hai đội không hạt giống ở các trận bán kết. Các trận đấu diễn ra tại Sân vận động Víkingsvöllur ở Reykjavík, Iceland nên đội đầu tiên được bốc thăm ở mỗi cặp đấu ở bán kết và cũng như là chung kết (giữa hai đội thắng của các trận bán kết mà danh tính của họ không được biết tại thời điểm bốc thăm), là đội "nhà" vì mục đích hành chính.
Đội thắng của trận chung kết vòng sơ loại đi tiếp vào vòng loại thứ nhất. Các đội thua của các trận bán kết và chung kết được chuyển qua vòng loại thứ hai Europa Conference League Nhóm các đội vô địch.
| Đội 1       | Tỉ số | Đội 2                 |
| ----------- | ----- | --------------------- |
| FCI Levadia | 1–6   | Víkingur Reykjavík    |
| La Fiorita  | 1–2   | Inter Club d'Escaldes |

| Đội 1                 | Tỉ số | Đội 2              |
| --------------------- | ----- | ------------------ |
| Inter Club d'Escaldes | 0–1   | Víkingur Reykjavík |

### Vòng loại thứ nhất
Lễ bốc thăm cho vòng loại thứ nhất được tổ chức vào ngày 14 tháng 6 năm 2022.
Các trận lượt đi được diễn ra vào ngày 5 và 6 tháng 7, các trận lượt về được diễn ra vào ngày 12 và 13 tháng 7 năm 2022.
Đội thắng của các cặp đấu đi tiếp vào vòng loại thứ hai Nhóm các đội vô địch. Đội thua được chuyển qua vòng loại thứ hai Europa Conference League Nhóm các đội vô địch.
| Đội 1              | TTS         | Đội 2               | Lượt đi | Lượt về      |
| ------------------ | ----------- | ------------------- | ------- | ------------ |
| Pyunik             | 2–2 (4–3 p) | CFR Cluj            | 0–0     | 2–2 (s.h.p.) |
| Maribor            | 2–0         | Shakhtyor Soligorsk | 0–0     | 2–0          |
| Ludogorets Razgrad | 3–0         | Sutjeska Nikšić     | 2–0     | 1–0          |
| F91 Dudelange      | 3–1         | Tirana              | 1–0     | 2–1          |
| Tobol              | 1–5         | Ferencváros         | 0–0     | 1–5          |
| Malmö FF           | 6–5         | Víkingur Reykjavík  | 3–2     | 3–3          |
| Ballkani           | 1–2         | Žalgiris            | 1–1     | 0–1 (s.h.p.) |
| HJK                | 2–2 (5–4 p) | RFS                 | 1–0     | 1–2 (s.h.p.) |
| Bodø/Glimt         | 4–3         | KÍ Klaksvík         | 3–0     | 1–3          |
| The New Saints     | 1–2         | Linfield            | 1–0     | 0–2 (s.h.p.) |
| Shamrock Rovers    | 3–0         | Hibernians          | 3–0     | 0–0          |
| Lech Poznań        | 2–5         | Qarabağ             | 1–0     | 1–5          |
| Shkupi             | 3–2         | Lincoln Red Imps    | 3–0     | 0–2          |
| Zrinjski           | 0–1         | Sheriff Tiraspol    | 0–0     | 0–1          |
| Slovan Bratislava  | 2–1         | Dinamo Batumi       | 0–0     | 2–1 (s.h.p.) |

Ghi chú
1. 1 2  Đội thua được bốc thăm để nhận suất đặc cách vào vòng loại thứ ba Europa Conference League.

### Vòng loại thứ hai
Lễ bốc thăm cho vòng loại thứ hai được tổ chức vào ngày 15 tháng 6 năm 2022.
Các trận lượt đi được diễn ra vào ngày 19 và 20 tháng 7, các trận lượt về được diễn ra vào ngày 26 và 27 tháng 7 năm 2022.
Đội thắng của các cặp đấu đi tiếp vào vòng loại thứ ba thuộc nhóm tương ứng của họ. Đội thua thuộc Nhóm các đội vô địch được chuyển qua vòng loại thứ ba Europa League Nhóm các đội vô địch, trong khi đội thua thuộc Nhóm các đội không vô địch được chuyển qua vòng loại thứ ba Europa League Nhóm chính.
| Đội 1              | TTS | Đội 2             | Lượt đi | Lượt về      |
| ------------------ | --- | ----------------- | ------- | ------------ |
| Ferencváros        | 5–3 | Slovan Bratislava | 1–2     | 4–1          |
| Dinamo Zagreb      | 3–2 | Shkupi            | 2–2     | 1–0          |
| Qarabağ            | 5–4 | Zürich            | 3–2     | 2–2 (s.h.p.) |
| HJK                | 1–7 | Viktoria Plzeň    | 1–2     | 0–5          |
| Linfield           | 1–8 | Bodø/Glimt        | 1–0     | 0–8          |
| Žalgiris           | 3–0 | Malmö FF          | 1–0     | 2–0          |
| Ludogorets Razgrad | 4–2 | Shamrock Rovers   | 3–0     | 1–2          |
| Maribor            | 0–1 | Sheriff Tiraspol  | 0–0     | 0–1          |
| Maccabi Haifa      | 5–1 | Olympiacos        | 1–1     | 4–0          |
| Pyunik             | 4–2 | F91 Dudelange     | 0–1     | 4–1          |

| Đội 1       | TTS         | Đội 2       | Lượt đi | Lượt về      |
| ----------- | ----------- | ----------- | ------- | ------------ |
| Midtjylland | 2–2 (4–3 p) | AEK Larnaca | 1–1     | 1–1 (s.h.p.) |
| Dynamo Kyiv | 2–1         | Fenerbahçe  | 0–0     | 2–1 (s.h.p.) |

### Vòng loại thứ ba
Lễ bốc thăm cho vòng loại thứ ba được tổ chức vào ngày 18 tháng 7 năm 2022.
Các trận lượt đi được diễn ra vào ngày 2 và 3 tháng 8, các trận lượt về được diễn ra vào ngày 9 tháng 8 năm 2022.
Đội thắng của các cặp đấu đi tiếp vào vòng play-off thuộc nhóm tương ứng của họ. Đội thua thuộc Nhóm các đội vô địch được chuyển qua vòng play-off Europa League, trong khi đội thua thuộc Nhóm các đội không vô địch được chuyển qua vòng bảng Europa League.
| Đội 1              | TTS | Đội 2            | Lượt đi | Lượt về |
| ------------------ | --- | ---------------- | ------- | ------- |
| Maccabi Haifa      | 4–2 | Apollon Limassol | 4–0     | 0–2     |
| Qarabağ            | 4–2 | Ferencváros      | 1–1     | 3–1     |
| Ludogorets Razgrad | 3–6 | Dinamo Zagreb    | 1–2     | 2–4     |
| Sheriff Tiraspol   | 2–4 | Viktoria Plzeň   | 1–2     | 1–2     |
| Bodø/Glimt         | 6–1 | Žalgiris         | 5–0     | 1–1     |
| Red Star Belgrade  | 7–0 | Pyunik           | 5–0     | 2–0     |

| Đội 1                | TTS | Đội 2         | Lượt đi | Lượt về      |
| -------------------- | --- | ------------- | ------- | ------------ |
| Monaco               | 3–4 | PSV Eindhoven | 1–1     | 2–3 (s.h.p.) |
| Dynamo Kyiv          | 3–1 | Sturm Graz    | 1–0     | 2–1 (s.h.p.) |
| Union Saint-Gilloise | 2–3 | Rangers       | 2–0     | 0–3          |
| Benfica              | 7–2 | Midtjylland   | 4–1     | 3–1          |

## Vòng play-off
Lễ bốc thăm cho vòng play-off được tổ chức vào ngày 2 tháng 8 năm 2022. 
Các trận lượt đi được diễn ra vào ngày 16 và 17 tháng 8, các trận lượt về được diễn ra vào ngày 23 và 24 tháng 8 năm 2022.
Đội thắng của các cặp đấu đi tiếp vào vòng bảng. Đội thua được chuyển qua vòng bảng Europa League.
| Đội 1         | TTS | Đội 2             | Lượt đi | Lượt về      |
| ------------- | --- | ----------------- | ------- | ------------ |
| Qarabağ       | 1–2 | Viktoria Plzeň    | 0–0     | 1–2          |
| Bodø/Glimt    | 2–4 | Dinamo Zagreb     | 1–0     | 1–4 (s.h.p.) |
| Maccabi Haifa | 5–4 | Red Star Belgrade | 3–2     | 2–2          |
| Copenhagen    | 2–1 | Trabzonspor       | 2–1     | 0–0          |

| Đội 1       | TTS | Đội 2         | Lượt đi | Lượt về |
| ----------- | --- | ------------- | ------- | ------- |
| Dynamo Kyiv | 0–5 | Benfica       | 0–2     | 0–3     |
| Rangers     | 3–2 | PSV Eindhoven | 2–2     | 1–0     |

## Vòng bảng
Lễ bốc thăm cho vòng bảng được tổ chức vào ngày 25 tháng 8 năm 2022. 32 đội được bốc thăm vào tám bảng gồm 4 đội. Đối với lễ bốc thăm, các đội được xếp hạt giống vào bốn nhóm, mỗi nhóm gồm 8 đội dựa trên những nguyên tắc sau:
- Nhóm 1 chứa đội đương kim vô địch Champions League và Europa League, cùng với các đội vô địch của 6 hiệp hội hàng đầu dựa trên hệ số quốc gia UEFA năm 2021.[4] Vì đương kim vô địch Champions League, Real Madrid, cũng là đội vô địch của Hiệp hội 2 (Tây Ban Nha), đội vô địch của Hiệp hội 7 (Hà Lan), Ajax cũng được xếp hạt giống vào Nhóm 1.
- Nhóm 2, 3 và 4 chứa các đội còn lại, được xếp hạt giống dựa trên hệ số câu lạc bộ UEFA năm 2022.[7]

Các đội từ cùng hiệp hội không thể được bốc thăm vào cùng bảng.
Eintracht Frankfurt có lần đầu tiên xuất hiện ở vòng bảng sau khi vô địch UEFA Europa League 2021-22, chính vì vậy đây là lần đầu tiên mà 5 câu lạc bộ Đức thi đấu ở vòng bảng.
Tổng cộng có 15 hiệp hội quốc gia được đại diện ở vòng bảng. Mùa giải này là lần đầu tiên kể từ mùa giải 1995–96 mà không có một đội bóng Thổ Nhĩ Kỳ nào lọt vào vòng bảng. Đây cũng là lần đầu tiên kể từ mùa giải 2007–08 mà 2 đội bóng Scotland lọt vào vòng bảng.

### Bảng A
| VT | Đội       | ST | T | H | B | BT | BB | HS  | Đ  | Giành quyền tham dự                 |  | NAP | LIV | AJX | RAN |
| -- | --------- | -- | - | - | - | -- | -- | --- | -- | ----------------------------------- |  | --- | --- | --- | --- |
| 1  | Napoli    | 6  | 5 | 0 | 1 | 20 | 6  | +14 | 15 | Đi tiếp vào vòng đấu loại trực tiếp |  | —   | 4–1 | 4–2 | 3–0 |
| 2  | Liverpool | 6  | 5 | 0 | 1 | 17 | 6  | +11 | 15 | Đi tiếp vào vòng đấu loại trực tiếp |  | 2–0 | —   | 2–1 | 2–0 |
| 3  | Ajax      | 6  | 2 | 0 | 4 | 11 | 16 | −5  | 6  | Chuyển qua Europa League            |  | 1–6 | 0–3 | —   | 4–0 |
| 4  | Rangers   | 6  | 0 | 0 | 6 | 2  | 22 | −20 | 0  |                                     |  | 0–3 | 1–7 | 1–3 | —   |

1. 1 2  Bằng kết quả đối đầu. Hiệu số bàn thắng thua đối đầu: Napoli +1, Liverpool -1.

### Bảng B
| VT | Đội              | ST | T | H | B | BT | BB | HS | Đ  | Giành quyền tham dự                 |  | POR | BRU | LEV | ATM |
| -- | ---------------- | -- | - | - | - | -- | -- | -- | -- | ----------------------------------- |  | --- | --- | --- | --- |
| 1  | Porto            | 6  | 4 | 0 | 2 | 12 | 7  | +5 | 12 | Đi tiếp vào vòng đấu loại trực tiếp |  | —   | 0–4 | 2–0 | 2–1 |
| 2  | Club Brugge      | 6  | 3 | 2 | 1 | 7  | 4  | +3 | 11 | Đi tiếp vào vòng đấu loại trực tiếp |  | 0–4 | —   | 1–0 | 2–0 |
| 3  | Bayer Leverkusen | 6  | 1 | 2 | 3 | 4  | 8  | −4 | 5  | Chuyển qua Europa League            |  | 0–3 | 0–0 | —   | 2–0 |
| 4  | Atlético Madrid  | 6  | 1 | 2 | 3 | 5  | 9  | −4 | 5  |                                     |  | 2–1 | 0–0 | 2–2 | —   |

1. 1 2  Điểm đối đầu: Bayer Leverkusen 4, Atlético Madrid 1.

### Bảng C
| VT | Đội            | ST | T | H | B | BT | BB | HS  | Đ  | Giành quyền tham dự                 |  | BAY | INT | BAR | PLZ |
| -- | -------------- | -- | - | - | - | -- | -- | --- | -- | ----------------------------------- |  | --- | --- | --- | --- |
| 1  | Bayern Munich  | 6  | 6 | 0 | 0 | 18 | 2  | +16 | 18 | Đi tiếp vào vòng đấu loại trực tiếp |  | —   | 2–0 | 2–0 | 5–0 |
| 2  | Inter Milan    | 6  | 3 | 1 | 2 | 10 | 7  | +3  | 10 | Đi tiếp vào vòng đấu loại trực tiếp |  | 0–2 | —   | 1–0 | 4–0 |
| 3  | Barcelona      | 6  | 2 | 1 | 3 | 12 | 12 | 0   | 7  | Chuyển qua Europa League            |  | 0–3 | 3–3 | —   | 5–1 |
| 4  | Viktoria Plzeň | 6  | 0 | 0 | 6 | 5  | 24 | −19 | 0  |                                     |  | 2–4 | 0–2 | 2–4 | —   |

### Bảng D
| VT | Đội                 | ST | T | H | B | BT | BB | HS | Đ  | Giành quyền tham dự                 |  | TOT | FRA | SPO | MAR |
| -- | ------------------- | -- | - | - | - | -- | -- | -- | -- | ----------------------------------- |  | --- | --- | --- | --- |
| 1  | Tottenham Hotspur   | 6  | 3 | 2 | 1 | 8  | 6  | +2 | 11 | Đi tiếp vào vòng đấu loại trực tiếp |  | —   | 3–2 | 1–1 | 2–0 |
| 2  | Eintracht Frankfurt | 6  | 3 | 1 | 2 | 7  | 8  | −1 | 10 | Đi tiếp vào vòng đấu loại trực tiếp |  | 0–0 | —   | 0–3 | 2–1 |
| 3  | Sporting CP         | 6  | 2 | 1 | 3 | 8  | 9  | −1 | 7  | Chuyển qua Europa League            |  | 2–0 | 1–2 | —   | 0–2 |
| 4  | Marseille           | 6  | 2 | 0 | 4 | 8  | 8  | 0  | 6  |                                     |  | 1–2 | 0–1 | 4–1 | —   |

### Bảng E
| VT | Đội               | ST | T | H | B | BT | BB | HS | Đ  | Giành quyền tham dự                 |  | CHE | MIL | SAL | DZG |
| -- | ----------------- | -- | - | - | - | -- | -- | -- | -- | ----------------------------------- |  | --- | --- | --- | --- |
| 1  | Chelsea           | 6  | 4 | 1 | 1 | 10 | 4  | +6 | 13 | Đi tiếp vào vòng đấu loại trực tiếp |  | —   | 3–0 | 1–1 | 2–1 |
| 2  | Milan             | 6  | 3 | 1 | 2 | 12 | 7  | +5 | 10 | Đi tiếp vào vòng đấu loại trực tiếp |  | 0–2 | —   | 4–0 | 3–1 |
| 3  | Red Bull Salzburg | 6  | 1 | 3 | 2 | 5  | 9  | −4 | 6  | Chuyển qua Europa League            |  | 1–2 | 1–1 | —   | 1–0 |
| 4  | Dinamo Zagreb     | 6  | 1 | 1 | 4 | 4  | 11 | −7 | 4  |                                     |  | 1–0 | 0–4 | 1–1 | —   |

### Bảng F
| VT | Đội              | ST | T | H | B | BT | BB | HS  | Đ  | Giành quyền tham dự                 |  | RMA | RBL | SHA | CEL |
| -- | ---------------- | -- | - | - | - | -- | -- | --- | -- | ----------------------------------- |  | --- | --- | --- | --- |
| 1  | Real Madrid      | 6  | 4 | 1 | 1 | 15 | 6  | +9  | 13 | Đi tiếp vào vòng đấu loại trực tiếp |  | —   | 2–0 | 2–1 | 5–1 |
| 2  | RB Leipzig       | 6  | 4 | 0 | 2 | 13 | 9  | +4  | 12 | Đi tiếp vào vòng đấu loại trực tiếp |  | 3–2 | —   | 1–4 | 3–1 |
| 3  | Shakhtar Donetsk | 6  | 1 | 3 | 2 | 8  | 10 | −2  | 6  | Chuyển qua Europa League            |  | 1–1 | 0–4 | —   | 1–1 |
| 4  | Celtic           | 6  | 0 | 2 | 4 | 4  | 15 | −11 | 2  |                                     |  | 0–3 | 0–2 | 1–1 | —   |

### Bảng G
| VT | Đội               | ST | T | H | B | BT | BB | HS  | Đ  | Giành quyền tham dự                 |  | MCI | DOR | SEV | CPH |
| -- | ----------------- | -- | - | - | - | -- | -- | --- | -- | ----------------------------------- |  | --- | --- | --- | --- |
| 1  | Manchester City   | 6  | 4 | 2 | 0 | 14 | 2  | +12 | 14 | Đi tiếp vào vòng đấu loại trực tiếp |  | —   | 2–1 | 3–1 | 5–0 |
| 2  | Borussia Dortmund | 6  | 2 | 3 | 1 | 10 | 5  | +5  | 9  | Đi tiếp vào vòng đấu loại trực tiếp |  | 0–0 | —   | 1–1 | 3–0 |
| 3  | Sevilla           | 6  | 1 | 2 | 3 | 6  | 12 | −6  | 5  | Chuyển qua Europa League            |  | 0–4 | 1–4 | —   | 3–0 |
| 4  | Copenhagen        | 6  | 0 | 3 | 3 | 1  | 12 | −11 | 3  |                                     |  | 0–0 | 1–1 | 0–0 | —   |

### Bảng H
| VT | Đội                 | ST | T | H | B | BT | BB | HS  | Đ  | Giành quyền tham dự                 |  | BEN | PAR | JUV | MHA |
| -- | ------------------- | -- | - | - | - | -- | -- | --- | -- | ----------------------------------- |  | --- | --- | --- | --- |
| 1  | Benfica             | 6  | 4 | 2 | 0 | 16 | 7  | +9  | 14 | Đi tiếp vào vòng đấu loại trực tiếp |  | —   | 1–1 | 4–3 | 2–0 |
| 2  | Paris Saint-Germain | 6  | 4 | 2 | 0 | 16 | 7  | +9  | 14 | Đi tiếp vào vòng đấu loại trực tiếp |  | 1–1 | —   | 2–1 | 7–2 |
| 3  | Juventus            | 6  | 1 | 0 | 5 | 9  | 13 | −4  | 3  | Chuyển qua Europa League            |  | 1–2 | 1–2 | —   | 3–1 |
| 4  | Maccabi Haifa       | 6  | 1 | 0 | 5 | 7  | 21 | −14 | 3  |                                     |  | 1–6 | 1–3 | 2–0 | —   |

1. 1 2  Bằng kết quả đối đầu, hiệu số bàn thắng thua tổng thể và số bàn thắng ghi được tổng thể. Số bàn thắng sân khách ghi được: Benfica 9, Paris Saint-Germain 6.
2. 1 2  Bằng kết quả đối đầu, hiệu số bàn thắng thua tổng thể được sử dụng làm tiêu chí xếp hạng.

## Vòng đấu loại trực tiếp
Ở vòng đấu loại trực tiếp, các đội đối đầu với nhau qua hai lượt trận trên sân nhà và sân khách, ngoại trừ trận chung kết một trận.
Cơ chế của lễ bốc thăm cho mỗi vòng như sau:
- Ở lễ bốc thăm cho vòng 16 đội, tám đội nhất bảng được xếp vào nhóm hạt giống và tám đội nhì bảng được xếp vào nhóm không hạt giống. Các đội hạt giống được bốc thăm để đấu với các đội không hạt giống với các đội hạt giống tổ chức trận lượt về. Các đội từ cùng bảng hoặc cùng hiệp hội không thể được bốc thăm để đấu với nhau.
- Ở lễ bốc thăm cho vòng tứ kết và bán kết, không có đội hạt giống nào và các đội từ cùng bảng hoặc cùng hiệp hội có thể được bốc thăm để đấu với nhau. Do lễ bốc thăm cho vòng tứ kết và bán kết được tổ chức cùng nhau trước khi vòng tứ kết được diễn ra, danh tính của các đội thắng tứ kết không được biết tại thời điểm bốc thăm bán kết. Một lượt bốc thăm cũng được tổ chức để xác định đội thắng bán kết nào được chỉ định là đội "nhà" cho trận chung kết (vì mục đích hành chính do trận đấu được diễn ra tại một địa điểm trung lập).

### Nhánh đấu
|  | Vòng 16 đội         | Vòng 16 đội     | Vòng 16 đội | Vòng 16 đội |                       |                 | Tứ kết          | Tứ kết | Tứ kết | Tứ kết |  |  | Bán kết | Bán kết | Bán kết | Bán kết |  |  | Chung kết | Chung kết | Chung kết | Chung kết |
|  |                     |                 |             |             |                       |                 |                 |        |        |        |  |  |         |         |         |         |  |  |           |           |           |           |
|  |                     |                 |             |             |                       |                 |                 |        |        |        |  |  |         |         |         |         |  |  |           |           |           |           |
|  |                     |                 |             |             |                       |                 |                 |        |        |        |  |  |         |         |         |         |  |  |           |           |           |           |
|  | Liverpool           | 2               | 0           | 2           |                       |                 |                 |        |        |        |  |  |         |         |         |         |  |  |           |           |           |           |
|  | Liverpool           | 2               | 0           | 2           |                       |                 |                 |        |        |        |  |  |         |         |         |         |  |  |           |           |           |           |
|  | Real Madrid         | 5               | 1           | 6           |                       |                 |                 |        |        |        |  |  |         |         |         |         |  |  |           |           |           |           |
|  | Real Madrid         | 5               | 1           | 6           | Real Madrid           | 2               | 2               | 4      |        |        |  |  |         |         |         |         |  |  |           |           |           |           |
|  |                     |                 |             |             | Real Madrid           | 2               | 2               | 4      |        |        |  |  |         |         |         |         |  |  |           |           |           |           |
|  |                     | Chelsea         | 0           | 0           | 0                     |                 |                 |        |        |        |  |  |         |         |         |         |  |  |           |           |           |           |
|  | Borussia Dortmund   | Chelsea         | 0           | 0           | 0                     | 1               | 0               | 1      |        |        |  |  |         |         |         |         |  |  |           |           |           |           |
|  | Borussia Dortmund   |                 |             |             |                       | 1               | 0               | 1      |        |        |  |  |         |         |         |         |  |  |           |           |           |           |
|  | Chelsea             | 0               | 2           | 2           |                       |                 |                 |        |        |        |  |  |         |         |         |         |  |  |           |           |           |           |
|  | Chelsea             | 0               | 2           | 2           | Real Madrid           | 1               | 0               | 1      |        |        |  |  |         |         |         |         |  |  |           |           |           |           |
|  |                     |                 |             |             | Real Madrid           | 1               | 0               | 1      |        |        |  |  |         |         |         |         |  |  |           |           |           |           |
|  |                     | Manchester City | 1           | 4           | 5                     |                 |                 |        |        |        |  |  |         |         |         |         |  |  |           |           |           |           |
|  | RB Leipzig          | Manchester City | 1           | 4           | 5                     | 1               | 0               | 1      |        |        |  |  |         |         |         |         |  |  |           |           |           |           |
|  | RB Leipzig          |                 |             |             |                       | 1               | 0               | 1      |        |        |  |  |         |         |         |         |  |  |           |           |           |           |
|  | Manchester City     | 1               | 7           | 8           |                       |                 |                 |        |        |        |  |  |         |         |         |         |  |  |           |           |           |           |
|  | Manchester City     | 1               | 7           | 8           | Manchester City       | 3               | 1               | 4      |        |        |  |  |         |         |         |         |  |  |           |           |           |           |
|  |                     |                 |             |             | Manchester City       | 3               | 1               | 4      |        |        |  |  |         |         |         |         |  |  |           |           |           |           |
|  |                     | Bayern Munich   | 0           | 1           | 1                     |                 |                 |        |        |        |  |  |         |         |         |         |  |  |           |           |           |           |
|  | Paris Saint-Germain | Bayern Munich   | 0           | 1           | 1                     | 0               | 0               | 0      |        |        |  |  |         |         |         |         |  |  |           |           |           |           |
|  | Paris Saint-Germain |                 |             |             | 10 tháng 6 – Istanbul | 0               | 0               | 0      |        |        |  |  |         |         |         |         |  |  |           |           |           |           |
|  | Bayern Munich       | 1               | 2           | 3           |                       |                 |                 |        |        |        |  |  |         |         |         |         |  |  |           |           |           |           |
|  | Bayern Munich       | 1               | 2           | 3           | Manchester City       | Manchester City | Manchester City | 1      |        |        |  |  |         |         |         |         |  |  |           |           |           |           |
|  |                     |                 |             |             | Manchester City       | Manchester City | Manchester City | 1      |        |        |  |  |         |         |         |         |  |  |           |           |           |           |
|  |                     | Inter Milan     | Inter Milan | Inter Milan | 0                     |                 |                 |        |        |        |  |  |         |         |         |         |  |  |           |           |           |           |
|  | Milan               | Inter Milan     | Inter Milan | Inter Milan | 0                     | 1               | 0               | 1      |        |        |  |  |         |         |         |         |  |  |           |           |           |           |
|  | Milan               |                 |             |             |                       | 1               | 0               | 1      |        |        |  |  |         |         |         |         |  |  |           |           |           |           |
|  | Tottenham Hotspur   | 0               | 0           | 0           |                       |                 |                 |        |        |        |  |  |         |         |         |         |  |  |           |           |           |           |
|  | Tottenham Hotspur   | 0               | 0           | 0           | Milan                 | 1               | 1               | 2      |        |        |  |  |         |         |         |         |  |  |           |           |           |           |
|  |                     |                 |             |             | Milan                 | 1               | 1               | 2      |        |        |  |  |         |         |         |         |  |  |           |           |           |           |
|  |                     | Napoli          | 0           | 1           | 1                     |                 |                 |        |        |        |  |  |         |         |         |         |  |  |           |           |           |           |
|  | Eintracht Frankfurt | Napoli          | 0           | 1           | 1                     | 0               | 0               | 0      |        |        |  |  |         |         |         |         |  |  |           |           |           |           |
|  | Eintracht Frankfurt |                 |             |             |                       | 0               | 0               | 0      |        |        |  |  |         |         |         |         |  |  |           |           |           |           |
|  | Napoli              | 2               | 3           | 5           |                       |                 |                 |        |        |        |  |  |         |         |         |         |  |  |           |           |           |           |
|  | Napoli              | 2               | 3           | 5           | Milan                 | 0               | 0               | 0      |        |        |  |  |         |         |         |         |  |  |           |           |           |           |
|  |                     |                 |             |             | Milan                 | 0               | 0               | 0      |        |        |  |  |         |         |         |         |  |  |           |           |           |           |
|  |                     | Inter Milan     | 2           | 1           | 3                     |                 |                 |        |        |        |  |  |         |         |         |         |  |  |           |           |           |           |
|  | Club Brugge         | Inter Milan     | 2           | 1           | 3                     | 0               | 1               | 1      |        |        |  |  |         |         |         |         |  |  |           |           |           |           |
|  | Club Brugge         |                 |             |             |                       | 0               | 1               | 1      |        |        |  |  |         |         |         |         |  |  |           |           |           |           |
|  | Benfica             | 2               | 5           | 7           |                       |                 |                 |        |        |        |  |  |         |         |         |         |  |  |           |           |           |           |
|  | Benfica             | 2               | 5           | 7           | Benfica               | 0               | 3               | 3      |        |        |  |  |         |         |         |         |  |  |           |           |           |           |
|  |                     |                 |             |             | Benfica               | 0               | 3               | 3      |        |        |  |  |         |         |         |         |  |  |           |           |           |           |
|  |                     | Inter Milan     | 2           | 3           | 5                     |                 |                 |        |        |        |  |  |         |         |         |         |  |  |           |           |           |           |
|  | Inter Milan         | Inter Milan     | 2           | 3           | 5                     | 1               | 0               | 1      |        |        |  |  |         |         |         |         |  |  |           |           |           |           |
|  | Inter Milan         |                 |             |             |                       | 1               | 0               | 1      |        |        |  |  |         |         |         |         |  |  |           |           |           |           |
|  | Porto               | 0               | 0           | 0           |                       |                 |                 |        |        |        |  |  |         |         |         |         |  |  |           |           |           |           |
|  | Porto               | 0               | 0           | 0           |                       |                 |                 |        |        |        |  |  |         |         |         |         |  |  |           |           |           |           |

### Vòng 16 đội
Lễ bốc thăm cho vòng 16 đội được tổ chức vào ngày 7 tháng 11 năm 2022, lúc 12:00 CET.
Các trận lượt đi được diễn ra vào ngày 14, 15, 21 và 22 tháng 2, các trận lượt về được diễn ra vào ngày 7, 8, 14 và 15 tháng 3 năm 2023.
| Đội 1               | TTS | Đội 2             | Lượt đi | Lượt về |
| ------------------- | --- | ----------------- | ------- | ------- |
| RB Leipzig          | 1–8 | Manchester City   | 1–1     | 0–7     |
| Club Brugge         | 1–7 | Benfica           | 0–2     | 1–5     |
| Liverpool           | 2–6 | Real Madrid       | 2–5     | 0–1     |
| Milan               | 1–0 | Tottenham Hotspur | 1–0     | 0–0     |
| Eintracht Frankfurt | 0–5 | Napoli            | 0–2     | 0–3     |
| Borussia Dortmund   | 1–2 | Chelsea           | 1–0     | 0–2     |
| Inter Milan         | 1–0 | Porto             | 1–0     | 0–0     |
| Paris Saint-Germain | 0–3 | Bayern Munich     | 0–1     | 0–2     |

### Tứ kết
Lễ bốc thăm cho vòng tứ kết được tổ chức vào ngày 17 tháng 3 năm 2023, lúc 12:00 CET.
Các trận lượt đi được diễn ra vào ngày 11 và 12 tháng 4, các trận lượt về được diễn ra vào ngày 18 và 19 tháng 4 năm 2023.
| Đội 1           | TTS | Đội 2         | Lượt đi | Lượt về |
| --------------- | --- | ------------- | ------- | ------- |
| Real Madrid     | 4–0 | Chelsea       | 2–0     | 2–0     |
| Benfica         | 3–5 | Inter Milan   | 0–2     | 3–3     |
| Manchester City | 4–1 | Bayern Munich | 3–0     | 1–1     |
| Milan           | 2–1 | Napoli        | 1–0     | 1–1     |

Ghi chú
1. ↑  Thứ tự lượt đấu đảo ngược sau lần bốc thăm ban đầu.

### Bán kết
Lễ bốc thăm cho vòng bán kết được tổ chức vào ngày 17 tháng 3 năm 2023, lúc 12:00 CET, sau khi bốc thăm tứ kết.
Các trận lượt đi được diễn ra vào ngày 9 và 10 tháng 5, các trận lượt về được diễn ra vào ngày 16 và 17 tháng 5 năm 2023.
| Đội 1       | TTS | Đội 2           | Lượt đi | Lượt về |
| ----------- | --- | --------------- | ------- | ------- |
| Milan       | 0–3 | Inter Milan     | 0–2     | 0–1     |
| Real Madrid | 1–5 | Manchester City | 1–1     | 0–4     |

### Chung kết
Trận chung kết được diễn ra vào ngày 10 tháng 6 năm 2023 tại Sân vận động Olympic Atatürk ở Istanbul. Một lượt bốc thăm được tổ chức vào ngày 17 tháng 3 năm 2023, sau khi bốc thăm tứ kết và bán kết để xác định đội "nhà" vì mục đích hành chính.
| Manchester City | 1–0      | Inter Milan |
| --------------- | -------- | ----------- |
| Rodri 68'       | Chi tiết |             |

## Thống kê
Thống kê không tính đến vòng loại và vòng play-off.

### Các cầu thủ ghi bàn hàng đầu
| Hạng | Cầu thủ            | Đội                 | Số bàn thắng | Số phút đã chơi |
| ---- | ------------------ | ------------------- | ------------ | --------------- |
| 1    | Erling Haaland     | Manchester City     | 12           | 845             |
| 2    | Mohamed Salah      | Liverpool           | 8            | 624             |
| 3    | Kylian Mbappé      | Paris Saint-Germain | 7            | 651             |
| 3    | Vinícius Júnior    | Real Madrid         | 7            | 975             |
| 5    | João Mário         | Benfica             | 6            | 865             |
| 6    | Victor Osimhen     | Napoli              | 5            | 424             |
| 6    | Robert Lewandowski | Barcelona           | 5            | 442             |
| 6    | Mehdi Taremi       | Porto               | 5            | 613             |
| 6    | Rodrygo            | Real Madrid         | 5            | 824             |
| 6    | Rafa Silva         | Benfica             | 5            | 826             |
| 6    | Olivier Giroud     | Milan               | 5            | 939             |

### Kiến tạo hàng đầu
| Hạng | Cầu thủ               | Đội                           | Số pha kiến tạo | Số phút đã chơi |
| ---- | --------------------- | ----------------------------- | --------------- | --------------- |
| 1    | Kevin De Bruyne       | Manchester City               | 7               | 721             |
| 2    | Vinícius Júnior       | Real Madrid                   | 6               | 975             |
| 3    | João Cancelo          | Manchester City Bayern Munich | 5               | 499             |
| 3    | Federico Dimarco      | Inter Milan                   | 5               | 736             |
| 5    | Diogo Jota            | Liverpool                     | 4               | 263             |
| 5    | Leon Goretzka         | Bayern Munich                 | 4               | 607             |
| 5    | Lionel Messi          | Paris Saint-Germain           | 4               | 615             |
| 5    | Khvicha Kvaratskhelia | Napoli                        | 4               | 699             |
| 5    | Álex Grimaldo         | Benfica                       | 4               | 900             |
| 5    | Rafael Leão           | Milan                         | 4               | 913             |

### Đội hình tiêu biểu của mùa giải
Nhóm nghiên cứu chiến thuật của UEFA lựa chọn các cầu thủ sau đây vào đội hình tiêu biểu của giải đấu.
| VT | Cầu thủ            | Đội             |
| -- | ------------------ | --------------- |
| TM | Thibaut Courtois   | Real Madrid     |
| HV | Kyle Walker        | Manchester City |
| HV | Rúben Dias         | Manchester City |
| HV | Alessandro Bastoni | Inter Milan     |
| HV | Federico Dimarco   | Inter Milan     |
| TV | John Stones        | Manchester City |
| TV | Kevin De Bruyne    | Manchester City |
| TV | Rodri              | Manchester City |
| TĐ | Bernardo Silva     | Manchester City |
| TĐ | Erling Haaland     | Manchester City |
| TĐ | Vinícius Júnior    | Real Madrid     |

### Cầu thủ xuất sắc nhất mùa giải
- Rodri ( Manchester City)[1]

### Cầu thủ trẻ xuất sắc nhất mùa giải
- Khvicha Kvaratskhelia ( Napoli)[2]